# 黒住教

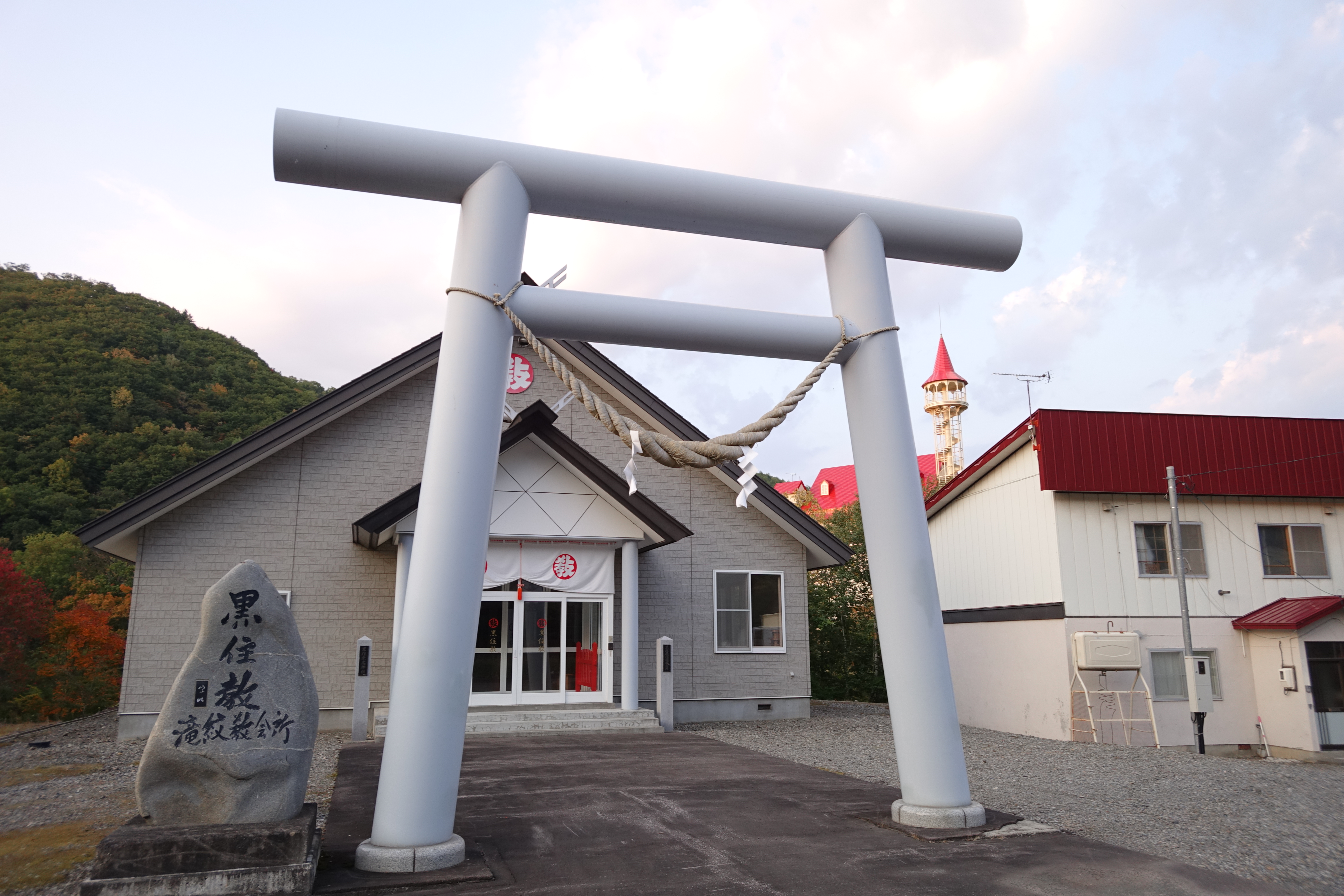
黒住教 教会所（北海道紋別郡滝上町）

黒住教（くろずみきょう）は、岡山県岡山市にある今村宮の神官、黒住宗忠が1814年（文化11年）11月11日に開いた教派神道で、神道十三派の一つである。
同じ江戸時代末期に開かれた天理教、金光教と共に幕末三大新宗教の1つに数えられる。ただし、黒住教と天理教は開国前であり、厳密には幕末ではない。現在の教主は7代目の黒住宗道が務める。

## 歴史
黒住教の教祖である黒住宗忠は、安永9年（1780年）、備前国御野郡上中野村（現：岡山市北区上中野）で、今村宮に仕える禰宜の家に生まれた。青年期に、孝行として、生きながら神になる方法として、心に善いと思うことだけを行い、また悪いことはしないように立志して実践していた。しかし、流行り病で父母を相次いで亡くしていまい、その悲しみから病に伏し、危篤の状態まで陥った宗忠は、文化11年（1814年）11月11日、冬至の日の出を拝む（日拝）中で宇宙の親神である天照大神と自分が一体となるという体験をした。黒住教ではこれを「天命直授」と呼び、この日を立教の日としている。この宗教的体験により宗忠は、病気治しや日常の心がけを説くなどの宗教活動を始めた。以後、嘉永3年（1850年）に昇天するまで布教活動を行った。
宗忠の死後、安政3年（1856年）に吉田家より、「宗忠大明神」の神号を与えられ、文久2年に京都の神楽岡に宗忠神社が創建された。宗忠神社は慶応元年（1865年）、孝明天皇によって勅願所となり、従四位下の神階を宣下され、民衆の宗教として広まり、一部では訴訟にも発展した。
1876年（明治9年）、神道事務局から神道黒住派として独立した。1952年（昭和27年）、宗教法人として認証された。
2016年（平成28年）、6代教主黒住宗晴が自身が満80歳を迎える2017年（平成29年）9月18日に教主を退く意向を表明、黒住教教議会に於いて承認され、その旨が発表された。7代教主には副教主であった長男・宗道が就任。教主の生前継承は1814年の立教以来初めてのことで、宗晴は名誉教主に就いた。
教団本部は岡山県岡山市北区尾上、神道山（しんとうざん）。かつては同市同区大元の宗忠神社の隣接地に本部を構えていたが、市街地整備に伴い、1974年（昭和49年）10月27日に神道山へ遷座。

## 思想・教え
江戸時代後期の神道では旧来の汎神論的神道とは異なる、林羅山の唱えた理当心地神道などに見られるような「全ての人の心に神が内在する」という近代的とも言える神の観念が広まっていた。黒住宗忠は、自らが合一した天照大御神を記紀神話で語られる太陽神、農耕神としての存在である以上に、最高神であり、唯心論的に、全ての人の心に存在し、合一を果たすことで病気の治癒や魂の救済を可能にする究極存在として説いた。
黒住教は天照大御神以外の神の神徳を説いていない。宗忠の説いた天照大御神は八百万の神の本体であり、他の神は天照大御神が枝葉のように分化した存在と説いている。そのため、黒住教は多神教でありながらも一神教的な特徴があるとされる。また、天照大御神は外在的な物神ではないため、信者は太陽を拝む日拝を行うが太陽信仰とは異なる。経典の中に存在する過去の神ではなく、各々の心のなかに生きて居る神であることから、宗忠は独自の教典も作らなかった。
黒住教の教えとして特に重要なものに「御七カ条」と呼ばれる日々の生活の上での7つの心得がある。また、日の出を拝む「ご日拝と御陽気修行」と呼ばれる実践修行がある。

## 祭神
祭神は「天照大御神」「八百万神」「教祖宗忠神」の3柱。

## 施設
- 本部 (神道山)（岡山市北区尾上神道山）
- 大元・宗忠神社（岡山市北区上中野1-3-10）
- 神楽岡・宗忠神社（京都市左京区吉田下大路町63）

## 歴代教主
| 代   | 氏名     | 就任年 | 退任年 |
| ---- | -------- | ------ | ------ |
| 初代 | 黒住宗忠 | 1814年 | 1850年 |
| 2    | 黒住宗信 | 1850年 | 1856年 |
| 3    | 黒住宗篤 | 1856年 | 1889年 |
| 4    | 黒住宗子 | 1889年 | 1936年 |
| 5    | 黒住宗和 | 1936年 | 1973年 |
| 6    | 黒住宗晴 | 1973年 | 2017年 |
| 7    | 黒住宗道 | 2017年 | 現在   |

## 社会活動・その他
塚田穂高によると、戦後一時は、黒住家から国政に候補者を立てていたことがあるという。
黒住家が仕えていた今村宮の主祭神が天照大神であったことから、教祖の黒住宗忠は度々伊勢神宮に参拝し、以降、黒住教の信者にも伊勢神宮に参拝させていた。1973年の第60回神宮式年遷宮の際には、内宮の古材を譲り受けて神道山の本殿建築に活用した。そのような縁から、第61回以降の神宮式年遷宮には教団を挙げて奉賛活動を行っている。